# Chapelle Saint-Aygou
La chapelle Saint-Aygou se trouve à Saint-Aygulf près de Fréjus.
Construite sur un lieu de culte païen, elle est aujourd'hui intégrée dans la chapelle moderne.
Elle se situe au centre du bourg, en bordure de la place principale.
On peut y voir des toiles de Carolus-Duran. 
Il y a aussi un oratoire.